# Groveport, Ohio
Groveport là một làng thuộc quận Franklin, tiểu bang Ohio, Hoa Kỳ. Năm 2010, dân số của làng này là 5363 người.

## Dân số
- Dân số năm 2000: 3865 người.
- Dân số năm 2010: 5363 người.